# Gnathotrusia callianthina
Gnathotrusia callianthina är en fjärilsart som beskrevs av Hall 1921. Gnathotrusia callianthina ingår i släktet Gnathotrusia och familjen praktfjärilar. Inga underarter finns listade i Catalogue of Life.